# Histoire du New Jersey
Cet article développe l'histoire du New Jersey, l'un des États des États-Unis.

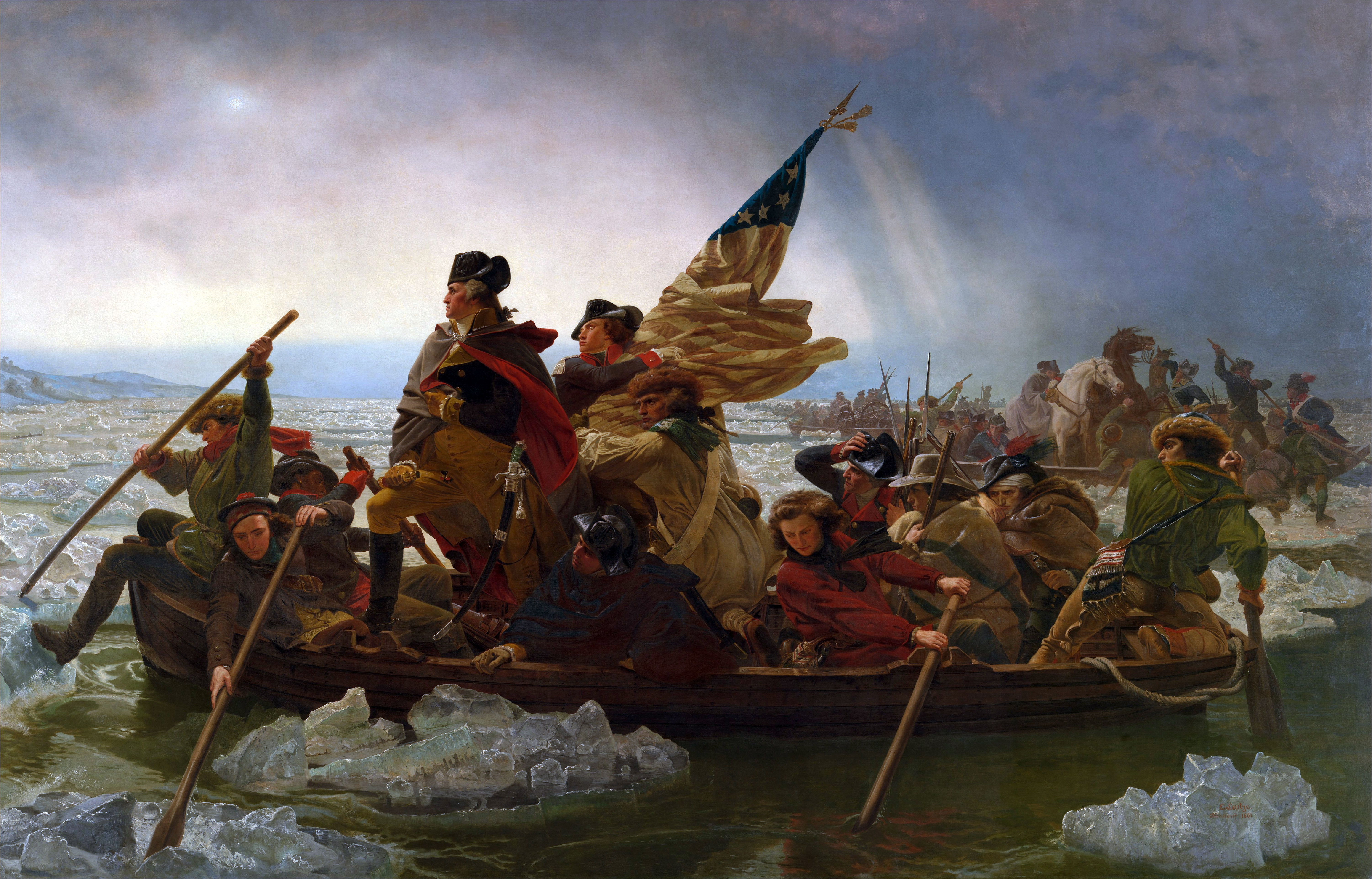
George Washington franchissant le fleuve Delaware.

## Préhistoire
Il y a à peu près 180 millions d'années, durant le Jurassique, le New Jersey bordait l'Afrique du Nord. La pression résultant de la collision entre l'Amérique du Nord et l'Afrique fait élever les Appalaches. Durant cette période, la Pangée se sépare entre la Laurasie et le Gondwana, et le continent nord-américain se sépare du continent nord-africain. Il y a 18 000 ans, l'âge glaciaire fait que des glaciers atteignent le New Jersey. Leur départ, le climat se réchauffant, laisse derrière eux le Lake Passaic ainsi que de nombreuses rivières, des marais et des gorges.
Le New Jersey est tout d'abord colonisé par un groupe d'Amérindiens connu sous le nom de Lenni-Lenape, qui est appelé Delaware par les européens. Les Lenape sont des groupes qui pratiquent l'agriculture à petite échelle, à travers la culture du blé, dans le but de faire évoluer leur société qui vit surtout de la chasse et de la cueillette. Le groupe est divisé en clans matriarchiques, eux-mêmes organisés autour de trois fratries distinctes, identifiées par un signe d'animal: la tortue, la dinde et le loup. Ils rencontrent pour la première fois les hollandais au début des années 1600, et commercent avec eux des fourrures.

## Histoire coloniale
En 1524, Giovanni da Verrazzano explore la côte du New Jersey. Le Cap May, le point le plus au sud de l'État actuel, est découvert en 1609 par Henry Hudson, au service de la Compagnie néerlandaise des Indes orientales. Le capitaine Cornelius Jacobsen Mey, un explorateur néerlandais, explore aussi la région de la baie du New Jersey et du Delaware.

### La Nouvelle-Néerlande

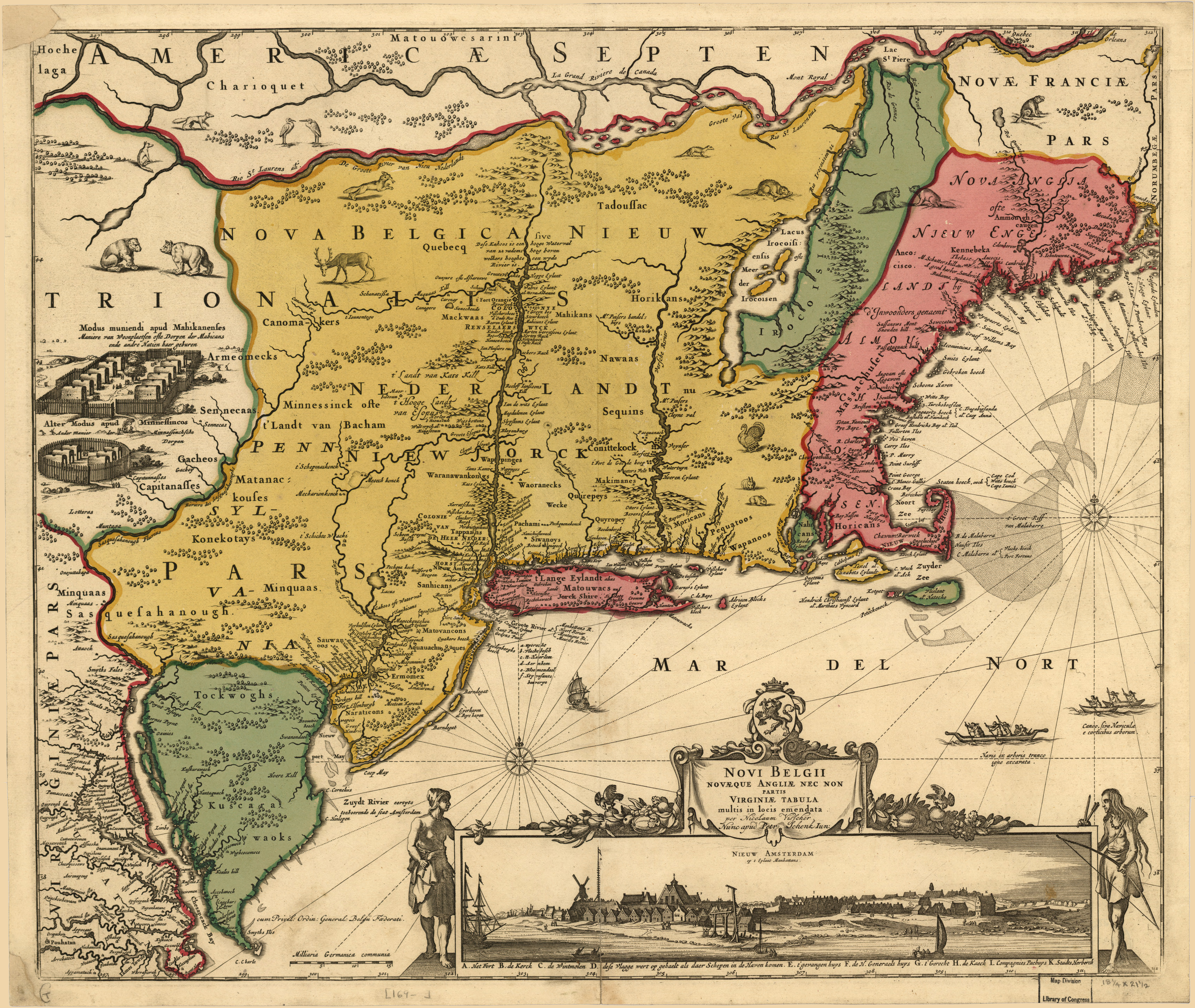
La Nouvelle-Néerlande

Une grande partie du New Jersey est revendiquée par les Néerlandais avant l'arrivée des Anglais. La colonie de Nouvelle-Néerlande s'étend alors autant sur l'état actuel de New York que sur le New Jersey. 
Bien que le principe européen de possession de la terre ne soit pas reconnu par les Lenape, la politique néerlandaise demande qu'il y ait un achat officiel de la terre avant toute installation, et le premier achat de ce genre est celui de Manhattan par Pierre Minuit. 
La première colonie permanente est celle de Pavonia (aujourd'hui Jersey City) en 1629. Le dernier gouverneur néerlandais est le frison Pieter Stuyvesant, impopulaire car, régnant de façon autoritaire, il essaie de restreindre la liberté religieuse: la Remontrance de Vlissingen, une pétition signée dans le village de Vlissingen en 1657 ainsi que les protestations des quakers et des Juifs auprès de La Haye font état des difficultés de la direction de la Compagnie néerlandaise des Indes occidentales à gérer sa seule colonie de peuplement. Pieter Stuyvesant utilisait la force comme mesure coercitive afin d'accomplir ses objectifs, ce qui contribuait également à son impopularité auprès des colons. À l'apogée de la Nouvelle-Néerlande, 6 000 personnes résidaient seulement sur les terres de l'actuel New Jersey.

### La Nouvelle-Suède
Une partie du sud-ouest du New Jersey est colonisée par les Suédois dans la première moitié du XVIe siècle. La Nouvelle-Suède, fondée en 1638, atteint son apogée sous le mandat de gouverneur Johan Björnsson Printz, entre 1643 et 1653. Mené par Printz, la colonie s'étend aussi loin que Fort Christina (des deux côtés du Delaware). Il aide à améliorer les statuts militaire et commercial de la colonie en construisant Fort Nya Elfsborg, qui est situé près de l'actuelle ville de Salem, sur la rive est du Delaware. L'action fait obstacle à une probable prise du fleuve par les Anglais ou les Hollandais, qui essaient aussi de leur côté d'étendre leur domination sur le Nouveau Monde. Les colonies suédoises vivent généralement en paix avec leurs voisins hollandais et lenapes. 
Sous le commandement du dernier gouverneur de Nouvelle-Suède, Johan Rising, les Suédois capturent l'établissement hollandais de Fort Casimir (maintenant New Castle), qui est situé près de Fort Christina, et qu'ils renomment par la suite Fort Trinity.
L'action provoque une réaction furieuse du gouverneur hollandais Stuyvesant qui, en retour, envoie sept navires armés et 317 soldats sur le Delaware l'été suivant. Réalisant le caractère désespéré de leur situation, les Suédois, dont le nombre est de loin inférieur, rendent Fort Trinity, puis Fort Christina, deux semaines plus tard. En 1655 les Provinces-Unies obtiennent la totalité de leurs terres et les annexent à la Nouvelle-Néerlande.

### La Province du New Jersey
Étant donné la force commerciale des Provinces-Unies de l'époque et les difficultés issues des nombreuses guerres civiles en Angleterre, les Hollandais s'immiscent dans le commerce transatlantique de la Grande-Bretagne avec ses colonies nord-américaines. De cette façon, la Nouvelle-Amsterdam devient indispensable pour les colonies anglaises dans leurs échanges avec l'Ancien Monde, ce qui attise des convoitises de l'autre côté de l'Atlantique. Insistant que John Cabot a été le premier à découvrir l'Amérique du Nord, les Britanniques confient le New Jersey au Duc d'York, qui donne l'ordre de prendre d'assaut la colonie au colonel Richard Nicolls. En septembre 1664, une flotte britannique menée par Nicoll s'empare de la colonie. Les britanniques n'ont à contrer qu'une modeste résistance, peut-être due au fait que Peter Stuyvesant ait été très impopulaire pour les colons hollandais. Une fois la colonie capturée, Nicolls devient le député-gouverneur de La Nouvelle-Amsterdam et du reste du pays, et garantit aux colons les droits de propriété, la liberté de religion, et les lois sur l'héritage. La Nouvelle-Néerlande prend ainsi le nom de Province de New York.
Charles II donne la région située entre la Nouvelle-Angleterre et le Maryland à son frère, le Duc d'York, qui deviendra plus tard le roi Jacques II d'Angleterre. Plus tard, Jacques donne la terre située entre l'Hudson et le Delaware à deux amis qui se sont montrés loyaux à lui durant la Première Révolution anglaise: il s'agit de George de Carteret et de William Berkeley. Les deux propriétaires du New Jersey essaient d'attirer plus de colons sur leurs terres en offrant des terres et en faisant passer le Concession and Agreement, un document qui leur accorde la liberté de religion, alors que l'église anglicane n'autorise normalement pas une telle liberté. En retour, les colons payent des impôts annuels connus sous le nom de quitrents. Les propriétaires nomment Philippe de Carteret premier gouverneur de la province, et celui-ci désigne Elizabethtown comme capitale de la colonie. Cependant les deux propriétaires parviennent difficilement à récolter les fonds, et le 18 mars 1673 Berkeley vend sa part aux Quakers,. La vente divise la province en deux régions, l'East Jersey et le West Jersey. Les frontières génèrent cependant des disputes.
La plupart des colons du New Jersey deviennent des fermiers. Cependant, malgré la fertilité du sol, les fermiers sont forcés de lutter à cause de la disette de la monnaie anglaise. Quelques-uns d'entre eux possèdent des esclaves et lient par contrat des serviteurs pour avoir plus de main d'œuvre. La majorité des colons vivent dans de simples cabanes de bois de la même manière que le faisaient auparavant les Hollandais. Puisque le New Jersey est idéalement situé près de l'Océan Atlantique, les colons peuvent aussi pêcher et commercer par la mer. L'éducation est dirigée par de petites écoles religieuses, des académies privées et des tuteurs; tandis que le transport reste difficile et lent, effectué souvent à pied ou à cheval.
Le 15 avril 1702, sous le règne d'Anne Stuart, les deux parties du New Jersey sont réunies et deviennent une colonie royale. Edward Hyde devient le premier gouverneur de la nouvelle administration. C'est cependant un dirigeant corrompu et non qualifié, qui est remplacé en 1708 et renvoyé en Angleterre. Le New Jersey est dès lors gouverné par New York, mais cela rend furieux les habitants du New Jersey, qui accusent ces gouverneurs de favoriser New York à leur détriment. Le juge Lewis Morris mène le procès demandant l'attribution d'un poste de gouverneur indépendant de New York, et est lui-même choisi par George II de Grande-Bretagne en 1738. De 1701 à 1765 la frontière avec New York est disputée, ce qui cause une série de raids et d'escarmouches.
En 1746 le College of New Jersey (aujourd'hui l'Université de Princeton) est fondé à Elizabethtown, puis déménage à Princenton en 1756.

## Révolution américaine

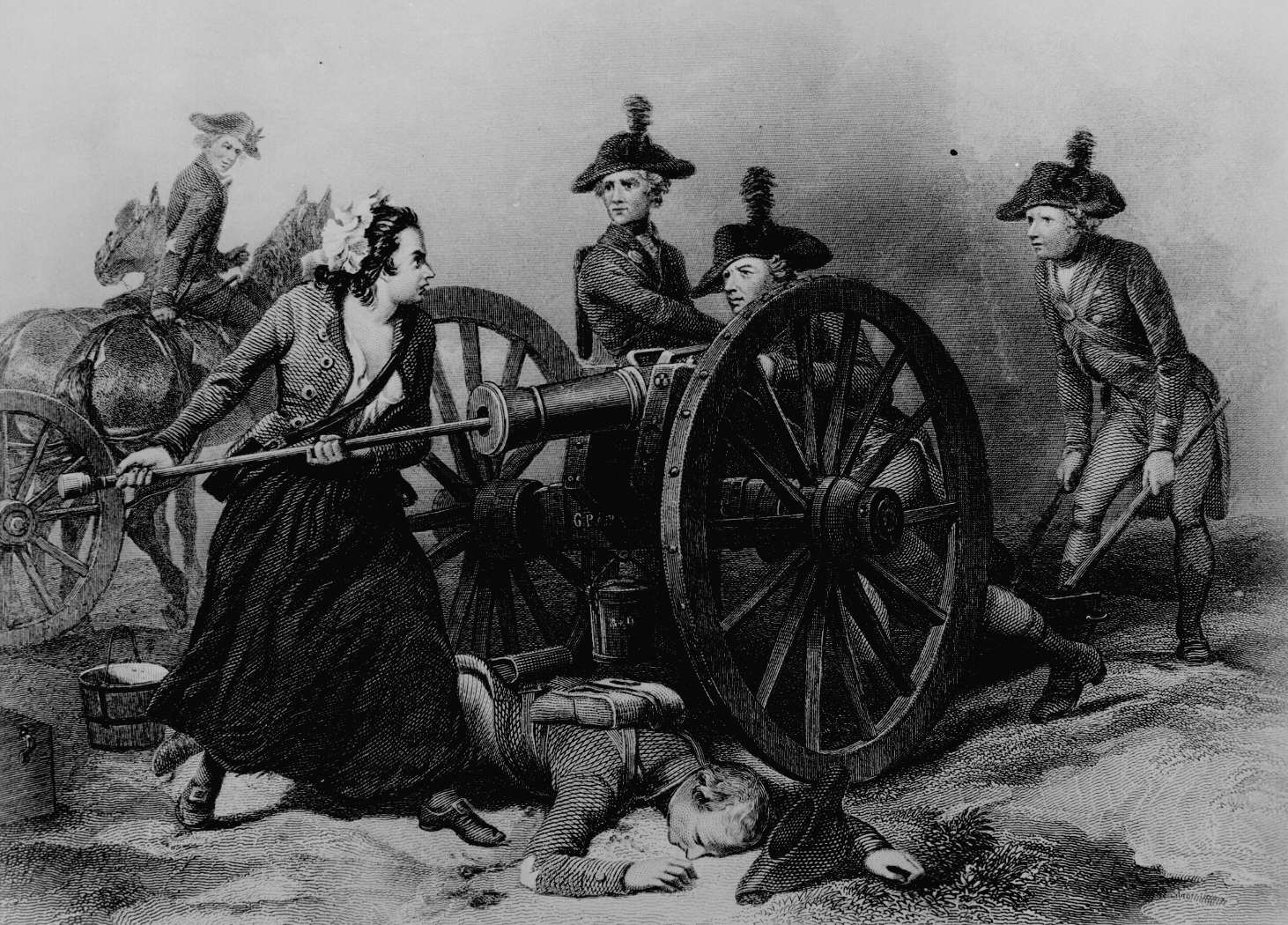
Bataille de Monmouth

Le New Jersey est l'une des treize colonies britanniques en Amérique du Nord qui se rejoignent dans la lutte pour l'indépendance vis-à-vis de la Grande-Bretagne. Beaucoup d'habitants du New Jersey se sentent cependant proches de la Couronne britannique, et de nombreux esclaves se mettent aux côtés des anglais en échange de leur liberté. Les loyalistes incluent le gouverneur de la province, William Franklin.
Le 2 juillet 1776, la première Constitution du New Jersey est ébauchée par un comité qui se réunit à Burlington ; elle est adoptée sans difficulté par un vote de 26 contre 9 délégués. Elle autorise tous les habitants à voter, dont les noirs et les veuves. La Constitution se déclare elle-même temporaire et annulée au cas où une réconciliation aurait lieu avec la Grande-Bretagne. Deux jours après l'approbation de cette constitution, le 4 juillet 1776, la Déclaration d'indépendance des États-Unis d'Amérique est approuvée par cinq représentants du New Jersey.
Le New Jersey a été surnommé le "carrefour de la Révolution" car les armées britanniques et continentales y livrèrent plusieurs batailles cruciales. Tout au long de la guerre 296 engagements y ont lieu, plus que sur les terres des autres colonies. Les batailles de Trenton, Princeton, Monmouth et Springfield sont les quatre principales. Les batailles de Trenton et de Princeton sont collectivement appelées les Ten Crucial Days (les dix jours cruciaux) parce que les victoires à ces deux batailles redonnèrent le moral à la nation.
La nuit du 25 au 26 décembre 1776 l'Armée Continentale, commandée par le Général George Washington, traverse le fleuve Delaware. Cette célèbre scène est immortalisée par la peinture d'Emanuel Leutze, Washington Crossing the Delaware. Les soldats américains surprennent alors les Hessians stationnés à Trenton, dont la majorité sont endormis ou souls à cause de la fête, et non préparés à une attaque. L'Armée Continentale entoure dès lors leurs régiments qui sont mis en déroute. 900 hessians sont capturés en quelque 90 minutes, ainsi que des ravitaillements destinés à l'armée britannique. Après la victoire, Washington mène l'armée jusqu'en Pennsylvanie avec une nouvelle traversée du fleuve.
Le 3 janvier 1777, l'Armée Continentale gagne la Bataille de Princeton. Le général britannique Charles Cornwallis espère engager l'armée de Washington à Trenton après que Washington ait retraversé le fleuve. Les Britanniques reprennent Trenton, mais les américains gagnent la bataille et forcent les Britanniques à se rendre: ceux-ci sont obligés de quitter le New Jersey.
Le New Jersey ratifie et signe les Articles de la Confédération le 26 novembre 1779. En été 1783, le Congrès Continental se rencontre à la Princeton University, et Princeton devient la capitale de la nation pendant quatre mois, car des troupes en mutinerie empêchent d'accéder à Philadelphie. Le 18 décembre 1787 le New Jersey est le troisième état à ratifier la Constitution, et il devient le premier État de l'Union de 20 novembre 1789 à ratifier la Bill of Rights.
Le New Jersey joue un rôle important dans la création de la structure du nouveau gouvernement: lorsque les délégués de la Virginie proposent un plan appelant à une représentation basée sur la population de chaque état, les petits états refusent, de peur qu'avec un tel système ils n'auraient plus aucune voix à l'assemblée. William Patterson, un homme d'État du New Jersey, introduit le New Jersey Plan, par lequel un vote est donné à chaque état, ce qui rend la représentation égale au niveau du corps législatif. Le Great Compromise accepte les deux plans, et crée ainsi deux chambres séparées au sein du Congrès.
À partir de 1788, des comités de vigilance sont créés pour capturer et pendre les voleurs de chevaux. Ces groupes sont avant tout organisés pour défendre la propriété, leurs dirigeants étant les hommes les plus riches de la localité.

## Une croissance démographique forte, mais moins rapide que dans les autres
Au moment de la guerre d'indépendance des États-Unis, le New Jersey est déjà la neuvième colonie la plus peuplée d'Amérique. Sa croissance démographique est plus forte que celle des colonies de la Nouvelle-Angleterre, grâce à l'arrivée massive d'immigrants dans le port de New York mais aussi à la fertilité des familles qui le peuplent. Entre 1750 et 1780, l'accroissement naturel des treize colonies en général correspond à 95 % de leur croissance démographique, qui est globalement très rapide. En moyenne, le taux de mortalité y est d'environ 25 % contre une moyenne d'environ 35 % à 40 % en Europe. Parmi les causes possibles, les historiens évoquant un meilleur chauffage, meilleure alimentation et plus grande immunisation contre les épidémies car l'habitat est plus dispersé.
| Année            | Population en 1750 | Population en 1780 | Position en 1780 |
| Virginie         | 180 000 habitants  | 538 000 habitants  | 1er en 1780      |
| Pennsylvanie     | 85 000 habitants   | 327 000 habitants  | 2e en 1780       |
| Caroline du Nord | 51 000 habitants   | 270 000 habitants  | 3e en 1780       |
| Massachusetts    | 188 000 habitants  | 260 000 habitants  | 4e en 1780       |
| Maryland         | 116 000 habitants  | 245 000 habitants  | 5e en 1780       |
| Connecticut      | 111 000 habitants  | 206 000 habitants  | 6e en 1780       |
| New York         | 76 000 habitants   | 210 000 habitants  | 7e en 1780       |
| Caroline du Sud  | 45 000 habitants   | 180 000 habitants  | 8e en 1780       |
| New Jersey       | 51 000 habitants   | 139 000 habitants  | 9e en 1780       |
| Rhode Island     | 33 000 habitants   | 52 000 habitants   | 10e en 1780      |
| New Hampshire    | 27 000 habitants   | 87 000 habitants   | 11e en 1780      |
| Géorgie          | 5 200 habitants    | 56 000 habitants   | 12e en 1780      |
| Maine            | 0 habitant         | 49 000 habitants   | 13e en 1780      |
| Vermont          | 0 habitant         | 47 000 habitants   | 14e en 1780      |
| Delaware         | 19 000 habitants   | 45 000 habitants   | 15e en 1780      |
| Kentucky         | 0 habitant         | 45 000 habitants   | 16e en 1780      |
| Tennessee        | 0 habitant         | 10 000 habitants   | 17e en 1780      |

## XXesiècle

### La seconde moitié du siècle
Dans les années 1960, la ville de Newark connaîtra l'une des émeutes raciales les plus sanglantes de l'histoire des États-Unis.